# شيريدا سبيتس
شيريدا سبيتس (مواليد 29 مايو 1990) هي لاعبة كرة قدم هولندية تلعب في نادي أياكس ومنتخب هولندا.

## روابط خارجية
- شيريدا سبيتس على موقع الاتحاد الدولي (مؤرشف)  (الإنجليزية)
- شيريدا سبيتس على موقع الاتحاد الأوربي (الإنجليزية)
- شيريدا سبيتس على موقع اتحاد النرويج (النرويجية)
- شيريدا سبيتس على موقع قاعدة بيانات كرة القدم.إي يو (الإنجليزية)
- شيريدا سبيتس على موقع Soccerway.com (الإنجليزية)
- شيريدا سبيتس على موقع عالم كرة القدم.نت (الإنجليزية)